# Oecetis hemerobioides
Oecetis hemerobioides is een schietmot uit de familie Leptoceridae. De soort komt voor in het Oriëntaals en Australaziatisch gebied.